# Коала, Марте
Марте Кристиан Ясмин Коала (фр. Marthe Christiane Yasmine Koala; род. 8 марта 1994, Бобо-Диуласо) — легкоатлетка из Буркина-Фасо, специалистка по барьерному бегу, прыжкам в длину, семиборью. Выступает на профессиональном уровне с 2010 года, чемпионка Африканских игр, двукратная чемпионка Африки, обладательница серебряной медали Всемирной Универсиады, действующая рекордсменка страны в нескольких легкоатлетических дисциплинах, участница трёх летних Олимпийских игр.

## Биография
Марте Коала родилась 8 марта 1994 года в городе Бобо-Диуласо, Буркина-Фасо.
Выступала на различных юношеских и юниорских международных стартах начиная с 2010 года.
В 2011 году бежала 200 метров на юношеском мировом первенстве в Лилле, стала пятой в семиборье на Всеафриканских играх в Мапуту.
В 2012 году в беге на 100 метров с барьерами стартовала на юниорском мировом первенстве в Барселоне и на летних Олимпийских играх в Лондоне, в обоих случаях не смогла пройти дальше предварительного квалификационного этапа.
В 2013 году на юниорском африканском первенстве в Бамбусе одержала победу в 100-метровом барьерном беге и выиграла бронзовую медаль в прыжках в длину. На Играх франкофонов в Ницце была в барьерах седьмой.
На чемпионате Африки 2014 года в Марракеше превзошла всех соперниц в зачёте семиборья.
В 2015 году выступала в семиборье на чемпионате мира в Пекине, завоевала бронзовую награду на Африканских играх в Браззавиле.
На чемпионате Африки 2016 года в Дурбане получила серебро в беге на 100 метров с барьерами и в семиборье. Принимала участие в Олимпийских играх в Рио-де-Жанейро — на предварительном квалификационном этапе 100-метрового барьерного бега показала время 13,41, чего оказалось недостаточно для выхода в полуфинальную стадию соревнований.
В 2017 году на Играх франкофонов в Абиджане победила в беге на 100 метров с барьерами и в прыжках в длину, стартовала в барьерах на чемпионате мира в Лондоне.
На чемпионате Африки 2018 года в Асабе стала серебряной призёркой в прыжках в длину и семиборье.
Будучи студенткой, в 2019 году представляла страну на Всемирной Универсиаде в Неаполе, где заняла девятое место в прыжках в длину и получила серебро в семиборье. На Африканских играх в Рабате завоевала золото в семиборье и выиграла серебряную медаль в беге на 100 метров с барьерами. Участвовала в программе семиборья на чемпионате мира в Дохе.
В 2021 году принимала участие в Олимпийских играх в Токио — остановилась на предварительном квалификационном этапе барьерного бега на 100 метров, досрочно завершила выступление в семиборье (травмировалась на этапе толкания ядра).
На чемпионате Африки 2022 года в Сен-Пьере показала четвёртый результат в беге на 100 метров с барьерами, была лучшей в зачёте прыжков в длину. Кроме того, в прыжках в длину завоевала золотую награду на Играх исламской солидарности в Конье.